# 合田健
合田 健（ごうだ たけし、1925年11月26日 - 2003年7月7日）は、日本の工学者。京都大学名誉教授。専門は衛生工学、水質工学、水質保全。工学博士（京都大学、1956年）。兵庫県出身。

## 略歴

### 学歴
- 1947年9月：京都帝国大学工学部土木工学科卒業

### 職歴
- 1950年5月：京都大学工学部土木工学科講師[1]
- 1953年12月：京都大学工学部土木工学科助教授
- 1958年4月：京都大学工学部衛生工学科助教授
- 1960年9月：京都大学工学部衛生工学科教授
- 1975年4月：環境庁国立公害研究所水質土壌環境部長[2]
- 1986年4月：摂南大学工学部土木工学科教授
- 1989年3月：京都大学名誉教授[3]
- 1990年4月：摂南大学工学部長（第6代、1992年3月まで）
- 1994年3月：摂南大学退職[4]

#### 学外における役職
- 1990年　世界閉鎖性海域環境保全会議（エメックス）運営委員長

## 受賞歴
- 1982年　毎日学術奨励金、水賞　「下・廃水処理」

## 著書

### 単著
- 『水質工学　応用編』（丸善、1976年）
- 『水質工学　演習編』（丸善、1977年）
- 『水環境指標』（インタラクション、1979年）
- 『水質環境科学』（丸善、1985年）
- 『水質工学　基礎編』（丸善、1986年）
- 『技術援助紀行』（近代文芸社、1994年）

### その他
- 白幡洋三郎編著『瀬戸内海の文化と環境』<新・瀬戸内海文化シリーズ>（2）（合田健監修、神戸新聞総合出版センター、1999年）